# Мађарска на Светском првенству у атлетици у дворани 2008.
Мађарска је учествовала на  12. Светском првенству у атлетици у дворани 2008. одржаном у Валенсији од 7. до 9. марта. То је било дванаесто светско првенство у дворани на којем је Мађарска учествовала односно учествовала је на свим светским првенствима до данас. Репрезентацију Мађарске представљао је један атлетичар, који се такмичио у трци на 800 метара
На овом првенству представник Мађарске није освојио ниједну медаљу, а истрчао је најбољи лични резултат сезоне.

## Учесници
Мушкарци:
- Давид Такач — 600 м

## Резултати

### Мушкарци
| Атлетичар   | Дисциплина | Лични рекорд | Квалификација | Квалификација | Полуфинале           | Полуфинале           | Финале               | Финале       | Детаљи |
| Атлетичар   | Дисциплина | Лични рекорд | Резултат      | Место         | Резултат             | Место                | Резултат             | Место        | Детаљи |
| ----------- | ---------- | ------------ | ------------- | ------------- | -------------------- | -------------------- | -------------------- | ------------ | ------ |
| Давид Такач | 800 м      | 1:48,12      | 1:49,79 ЛРС   | 5. у гр. 6    | Није се квалификовао | Није се квалификовао | Није се квалификовао | 19 / 30 (32) |        |